# كارتر هاريسون الأب
كارتر هنري هاريسون الأب (15 فبراير 1825-28 أكتوبر 1893) سياسي أمريكي شغل منصب عمدة شيكاغو في إلينوي، بين عامي 1879-1887 ومن عام 1893 حتى اغتياله. خدم سابقًا فترتين في مجلس النواب الأمريكي. كان هاريسون أول ابن عم يُزاح مرتين من الرئيس ويليام هنري هاريسون، الذي كان حفيده بنجامين هاريسون رئيسًا أيضًا حتى قبل أشهر من الاغتيال. هاريسون الأب والد كارتر هاريسون جونيور، الذي اتبع خطى والده، وخدم خمس فترات كعمدة لشيكاغو.

## النشأة والتعليم والحياة المهنية
ولد في مزرعة في 15 فبراير 1825 في مقاطعة فاييت في كنتاكي بالقرب من ليكسينغتون، ووالداه كارتر هنري هاريسون الثاني وكارولين راسل. توفي والده عندما كان عمره ثمانية أشهر فقط.
تنحدر عائلة هاريسون من سلالة جنوبية عريقة، تعود أصولها إلى ولاية فرجينيا الاستعمارية المبكرة. كان له أصول في عائلة هاريسون بولاية فرجينيا، وعائلة راندولف بولاية فرجينيا، وعائلة كارتر في فرجينيا، وعائلة كابيل في فرجينيا.
تلقى هاريسون تعليمه على يد مدرسين خصوصيين. بدأ التعلم في سن الخامسة عشر على يد لويس مارشال. تخرج هاريسون من كلية ييل عام 1845 كعضو في جمعية سكرول أند كي. سافر بعد التخرج ودرس في أوروبا بين عامي 1851-1853 قبل الالتحاق بكلية ترانسيلفانيا في ليكسينغتون، إذ حصل على شهادة في القانون عام 1855. قُبل هاريسون في نقابة المحامين عام 1855 وبدأ التدريب في شيكاغو. جاء وعائلته في عام 1855 إلى شيكاغو لأنه وجدها أرض الفرص. ورث في ذلك الوقت مزرعة كنتاكي وحوالي من مئة من العبيد، لكنه باعهم لينتهي من موضوع العبودية. استثمر هاريسون في العقارات في شيكاغو، وأصبح مليونيرًا.

## بداية مسيرته السياسية
انخرط في السياسة بعد حريق شيكاغو العظيم. بدأ نشاطه السياسي بإقناع جوزيف ميديل بالترشح لمنصب رئيس البلدية في عام 1871. أصبح ميديل الناشر في شيكاغو تريبيون لاحقًا، منافسًا سياسيًا لهاريسون خلال مهنة هاريسون في السياسة على مستوى المدينة.
أدار هاريسون حملة فاشلة في عام 1872 لانتخابه لعضوية الكونغرس الأمريكي الثالث والأربعين. كان الجمهور في المنطقة التي رُشح فيها ذو ميول جمهورية قوية، ورغم عدم نجاحه، أفلح في التفوق بشكل كبير على المرشحين الديمقراطيين السابقين في المنطقة. خدم هاريسون لفترة واحدة كعضو في مجلس مفوضي مقاطعة كوك بين عامي 1874-1876.

## حياته المهنية في الكونغرس (1875-1879)
رُشح هاريسون بعد أدائه القوي في حملته غير الناجحة للكونغرس عام 1872، مرة أخرى في عام 1874. انتخب هاريسون في عام 1874 ديمقراطيًا في الكونغرس الأمريكي الرابع والأربعين، وأعيد انتخابه لاحقًا في عام 1876 إلى كونغرس الولايات المتحدة الخامس والأربعين.
توفيت زوجة هاريسون الأولى خلال فترة ولايته الأولى في الكونغرس.
حدثت فضيحة في فترة ولايته الثانية في الكونغرس عندما دفع هاريسون، بصفته رئيسًا للجنة إصلاح الخدمة المدنية، استحقاقات لأربعة من قدامى المحاربين في جيش الاتحاد، والذين زعموا أنهم عانوا من إعاقات ناجمة عن إصابات في زمن الحرب على الرغم من حقيقة أن مطالباتهم قد رُفضت من قبل. لم يشهد أي من هؤلاء الأفراد الخدمة الفعلية، ولم يتعرض أي منهم لإصابات خطيرة.
اشتُهر بخطاباته اللامعة خلال فترة عضويته في الكونغرس. خسر هاريسون إعادة انتخابه في الكونغرس عام 1878.

## مرحلة توليه منصب العمدة
انتخب هاريسون عمدة لشيكاغو لأربع فترات متتالية مدتها سنتان (في أعوام 1879 و1881 و1883 و1885). استخدم نسرًا أليفًا في حملته الانتخابية عام 1879 ولُقب وقتها «بالنسر».
أدى اليمين الدستورية لولايته الأولى في 28 أبريل 1879. تفوق على سلفه مونرو خلال توليه منصب العمدة لأول مرة وأصبح العمدة الأطول خدمة في شيكاغو حتى ذلك الوقت.

### القيادة والشعبية
وُصف هاريسون بكونه ممارسًا للسلطة الكاريزمية، وقد حكم المدينة بالتعاون مع منظمة انقسامية تابعة للحزب الديمقراطي. اكتسب تأييد رجال الأعمال والطبقة العاملة، بينما رفضته الطبقة الوسطى الإنجيلية بشكل عام.

### البنية التحتية والسلامة العامة
كان عدد سكان شيكاغو حوالي نصف مليون نسمة في الوقت الذي تولى فيه منصبه، وكانت ما تزال مدينة نامية. لاحظ هاريسون لاحقًا أن خلال توليه منصب العمدة «لم تكن هناك عشرة أميال من الشوارع المرصوفة في المدينة بأكملها، التي تمكّن مركبة خفيفة من التحرك فوقها بسرعة دون إصابة في عجلة أو محور». لطالما كان هاريسون داعمًا لمدينته، وعُرف بإشارته إلى شيكاغو على أنها «عروسه».
زاد هاريسون بشكل كبير من عدد الطرق والأرصفة المعبدة في المدينة في وسط المدينة وزاد من حجم إدارة الإطفاء وحسّن من كفاءتها. كما أجبر هاريسون شركات المرافق العاملة في المنطقة التجارية المركزية على دفن أسلاكها.
حارب هاريسون حق شركة إلينوي المركزية للسكك الحديدية في تحصيل جبهة البحيرة، معركة قانونية نقلتها ولاية إلينوي في النهاية إلى المحكمة العليا للولايات المتحدة في قضية إلينوي المركزية للسكك الحديدية ضد إلينوي. عمل أيضًا على إقناع خطوط السكك الحديدية بالبدء في رفع مساراتها للحد من مفترقات الطرق.
حاول أيضًا دفع الإجراءات في مجلس المدينة التي كانت تتطلب القاطرات والبواخر والقوارب لاستخدام فحم الإنتراسيت الأنظف. حاول أيضًا أن يجعل في المدينة أنابيب سحب جديدة وأطول لنظام المياه العامة.

### قضية هايماركت
كانت فترة ولاية هاريسون الأولى كعمدة هي الفترة التي شهدت العديد من الأحداث التي لفتت انتباه المدينة على الصعيدين الوطني والدولي. كانت قضية هايماركت إحدى هذه الأحداث. لاحظ هاريسون في وقت مبكر من مساء حادثة هايماركت عام 1886، مظاهرة سلمية للأناركيين والنقابيين ونصح الشرطة بترك المتظاهرين وشأنهم، ثم غادر المكان قبل وقوع «الشغب».
كانت خلفيته البروتستانتية إحدى الأسباب التي مكنته من حضور التجمع دون إزعاج، وقد احتاج إلى أصوات ومناشدات العدد الكبير من السكان الكاثوليك البيض في المدينة بالإضافة إلى الأعداد المتزايدة بسرعة من النقابيين. أعطت إدارته انطباعًا بأنها أكثر تفضيلًا للنقابات والإضرابات من تلك التي ترأسها عُمد شيكاغو السابقين وكذلك العُمد الآخرين في ذلك الوقت، على الرغم من مهاجمة قوات الشرطة التابعة له العمال المضربين والناشطين النقابيين بشكل روتيني، مثل الأحداث التي وقعت لاحقًا.
كان هاريسون مندوبًا في الاتفاقيات الوطنية الديمقراطية لعامي 1880 و1884. أيد هاريسون الترشيح الناجح لغروفر كليفلاند، وألقى خطاب التأييد لترشيح كليفلاند في المؤتمر الذي عقد في شيكاغو عام 1884. زُعم أن هاريسون أمر شرطة شيكاغو بملء قاعة المؤتمرات بأكبر عدد ممكن من الرجال المتعاطفين مع ترشيح كليفلاند بقدر ما يمكن أن يجدوه في الشارع.

### الحملة الانتخابية لحكام الولايات 1884
ترشح هاريسون بتشجيع رئيسي من الديمقراطيين عن الحزب لمنصب حاكم إلينوي (انتخابات حاكم ولاية إلينوي في عام 1884). خسر أمام الجمهوري ريتشارد جيه أوغلسبي، ولم تكن النتيجة مفاجئة، بالنظر إلى الميول الجمهورية القوية لسكان إلينوي في ذلك الوقت. تمكن هاريسون رغم ذلك من تقليل هامش الفوز الجمهوري في انتخابات حاكم الولاية من 40,000 هامش في الانتخابات السابقة إلى 14,500.

### نهاية الولاية
انتهب فترة حكم هاريسون كعمدة رسميًا في 18 أبريل 1887.